# NGC 3469
NGC 3469 est une galaxie spirale barrée située dans la constellation de la Coupe. NGC 3469 a été découverte par l'astronome britannique John Herschel en 1836.

## Caractéristiques
Sa vitesse par rapport au fond diffus cosmologique est de 5 013 ± 27 km/s, ce qui correspond à une distance de Hubble de 73,9 ± 5,2 Mpc (∼241 millions d'al).
À ce jour, cinq mesures non basées sur le décalage vers le rouge (redshift) donnent une distance de 63,520 ± 10,710 Mpc (∼207 millions d'al), ce qui est à l'intérieur des valeurs de la distance de Hubble. Notons cependant que c'est avec la valeur moyenne des mesures indépendantes, lorsqu'elles existent, que la base de données NASA/IPAC calcule le diamètre d'une galaxie et qu'en conséquence le diamètre de NGC 3469 pourrait être d'environ 37,4 kpc (∼122 000 al) si on utilisait la distance de Hubble pour le calculer.

## Supernova
La supernova 2012hf a été découverte le 22 novembre 2012 dans NGC 3469 par Hamuy, Pignata et al dans le cadre du programme de recherche de supernovas CHASE (CHilean Automatic Supernova sEarch). Cette supernova était de type Ic.